# Marionnaud Parfumeries
Die Marionnaud Parfumeries, Société Anonyme ist eine international tätige französische Parfümeriekette mit Sitz in Paris. Die Unternehmensgruppe beschäftigt insgesamt mehr als 9000 Mitarbeiter und verfügt mit Stand 2008 über 1231 Filialen in 13 Ländern, davon 566 in Frankreich und etwa je 100 in der Schweiz und in Österreich. Neben Parfüms, Kosmetika und Produkten für Körperpflege verkauft das Unternehmen auch entsprechende Accessoires.
Marionnaud gehört zum „Luxury Perfumeries & Cosmetics“ Bereich von A.S. Watson. Diese wiederum bildet die Einzelhandelsgruppe des internationalen Mischkonzerns Hutchison Whampoa mit Sitz in Hongkong.

## Geschichte
Das Unternehmen wurde 1984 durch Marcel Frydman gegründet. 1996 zählte die Kette 48 Läden. Mit der Übernahme der Bernard Marionnaud SA verdoppelte sich die Anzahl Filialen.

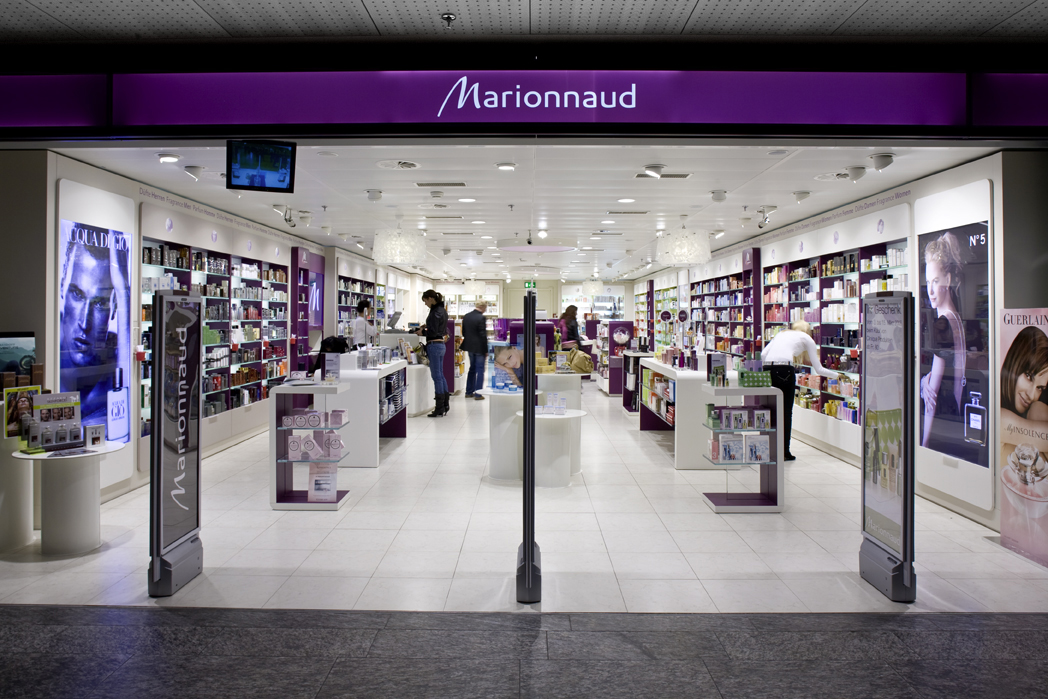
Marionnaud-Store Flughafen Zürich

1997 beschloss Marcel Frydman, die Marke Marionnaud anzunehmen und das Unternehmen an die Börse zu bringen. Das aus dem Börsengang zugeflossene Kapital wurde in die weitere Expansion investiert. 2001 folgte mit der Übernahme von 52 Impo- und 35 Holzer-Parfümerien der Einstieg in Österreich. 2005 wurde Marionnaud durch A.S. Watson übernommen. Über die Österreichische Niederlassung werden auch Läden in Italien, Spanien, Marokko und der Schweiz finanziert. In den Jahren 2013 und 2014 schrieb Marionnaud deshalb Verluste am Standort Österreich.